# Tal Farlow
Talmage Holt Farlow (7 de junio de 1921 - 25 de julio de 1998) fue un guitarrista de jazz estadounidense.
Nació en Greensboro, Carolina del Norte, y aunque comenzó a tocar la guitarra desde muy temprana edad, no fue hasta los 22 años cuando profundizó en el estudio de la guitarra. Su primera gran influencia fue Charlie Christian. En el año 1944, en Nueva York descubre el sonido be-bop y a su mayor representante Charlie Parker después de este encuentro Tal Farlow intentó emular con su guitarra lo que Charlie Parker hacía con su saxo.
Después de formar parte de las bandas de Marjorie Hyams en 1948, Red Norvo 1949-1953 y Artie Shaw 1953, decidió formar su propio grupo. Debido a la buena reputación musical con la que contaba, Tal Farlow no tardó en grabar su primer disco como líder para el sello Blue Note (Sería el único disco grabado para este sello), este disco fue titulado Tal Farlow Quartet. Aunque este disco no deja de ser sorprendente, sus mejores grabaciones las realizó para el sello Verve, entre estas grabaciones se encuentra su disco más laureado Autumn in New York en el que se encuentra la versión de Cherokee.
En 1958 se casa y desaparece de la escena musical durante diez años, durante este tiempo se dedicó a pintar letreros. Después de este parón, realizó actuaciones esporádicas por clubs de Nueva York y participó en el disco de Sonny Criss Up, Up, and Away. En 1969 grabó como líder el disco The return of Tal Farlow 69 para el sello Prestige. Pero no fue hasta finales de los años 70 cuando su carrera se reactivó por completo.
Pese a ser reconocido por los seguidores del Jazz como un músico con una técnica muy depurada, un fraseo que derrocha swing y una velocidad de digitación difícilmente igualable, es un gran desconocido para el gran público.

## Discografía
- The Tal Farlow Quartet (1954; Blue Note)
- The Tal Farlow Album (1954; Norgran)
- The Artistry of Tal Farlow (1955; Norgran)
- The Interpretations of Tal Farlow (1955; Norgran)
- A Recital by Tal Farlow (1955; Norgran)
- Swing Guitars (1955; Norgran)
- Tal (1956; Norgran)
- The Swinging Guitar of Tal Farlow (1957; Verve Records)
- This is Tal Farlow (1958; Verve)
- The Guitar Artistry of Tal Farlow (1960; Verve)
- Tal Farlow plays the music of Harold Arlen (1960; Verve)
- The Return of Tal Farlow (1969; Prestige Records)
- Tal Farlow Guitar Player (1974; Prestige)
- Trinity (1976; CBS Sony)
- Fuerst Set (1977; Xanadu Records)
- Second Set (1977; Xanadu Records)
- A Sign of the Times (1977; Concord Records)
- Tal Farlow '78 (1978; Concord Records)
- On Stage (1981; Concord Records)
- Chromatic Palette (1981; Concord Records)
- Cookin' on all Burners (1983; Concord Records)
- Poppin' and Burnin' (1984; Verve)
- The Legendary Tal Farlow (1985; Concord Records)
- All Strings Attached (1987; JazzVisions)
- Standards Recital (1993; FD Music)
- Project G-5: A Tribute to Wes Montgomery (1993; Evidence Records)
- Jazz Masters 41 Tal Farlow (1995; Verve)
- Tal Farlow (1996; Giants of Jazz)
- Chance Meeting (1997; Guitarchives TAL FARLOW & LENNY BREAU - MUSIC FROM THE SOUNDTRACK OF "TALMAGE FARLOW".)
- Live at the Public Theatre (2000; Productions A-Propos THE TAL FARLOW TRIO (w/ Tommy Flanagan & Red Mitchell - MUSIC FROM THE SOUNDTRACK OF "TALMAGE FARLOW".)
- Tal Farlow's Finest Hour (2001; Verve)
- Tal's Blues (2002; Past Perfect)
- Two Guys with Guitars (2004; Frozen Sky Records)
- The Complete Verve Tal Farlow Sessions (2004; Mosaic)